# 博卡斯德爾托羅群島
博卡斯德爾托羅群島是巴拿馬的群島，位於該國西北部加勒比海，毗鄰與哥斯達黎加接壤的邊境，由7個主要島嶼和52個小島組成，行政方面由博卡斯德爾托羅省負責管轄。